# How Come You Don't Call Me
How Come You Don't Call Me este cel de-al treilea single extras de pe albumul de debut al cântăreței Alicia Keys. Deși a beneficiat de promvoare adiacentă, piesa nu s-au bucurat de succesul scontat.
În S.U.A. a fost extras ca și cel de-al patrulea și ultimul single. Cântecul a fost înregistrat inițial de către Prince în anul 1982. Alicia a refăcut această piesă și a lansat-o în luna martie a anului 2002.

## Videoclip
În prima parte a videoclipului 
filmat în ianuarie 2002. este surprinsă Alicia luând micul dejun. Apoi ea cântă la pian și se pregătește să intre într-un club în care cântă ultima parte a melodiei. Pianul reprezintă, un element cheie, care este prezentat în majoritatea videoclipurilor sale. Prin acest instrument ea își exprimă cel mai ușor sentiment și reprezintă specialitatea sa.

## Clasamente
În țara sa natală acesta nu a câștigat poziții în top 40 și a avut o evoluție slabă, iar pe plan internațional evoluția sa a fost dezamăgitoare. Dintre toate single-urile lansate de pe acest album (Songs in a Minor), melodia "How Come You Don't Call Me" este cea mai prost clasată. Totuși ea a menținut albumul în topul celor mai vândute produse ale anului 2002.